# Enrico Fierro
Enrico Fierro (Avellino, 23 novembre 1951 – Roma, 8 novembre 2021) è stato un giornalista e scrittore italiano.

## Biografia
Scrisse per il settimanale "Dossier Sud", diretto da Giuseppe Marrazzo, per "La Voce della Campania" e per i periodici "L'Espresso", "Epoca" e "Avvenimenti". Collaborò inoltre a trasmissioni e inchieste per la televisione.
Lavorò come inviato speciale per il quotidiano L'Unità realizzando tra gli altri reportage sulla crisi dell'Albania e sulla guerra in Kosovo. Dopo un lungo periodo al il Fatto Quotidiano, seguì il collega Stefano Feltri nel nuovo quotidiano Domani, per il quale ha scritto nell'ultimo anno della sua vita. 
Nel corso della sua attività rilasciò interviste a La Repubblica, Corriere della Sera, La Stampa, Il Giornale, Herald Tribune, New York Times, CNN, e fu il protagonista di una docufiction sul primo canale delle Tv tedesca
Il documentario La Santa - Viaggio nella 'ndrangheta sconosciuta, realizzato da Enrico Fierro e Ruben H. Oliva assieme all'omonima pubblicazione, ottenne il Premio Globo d'Oro 2007/2008, il Premio Borsellino 2007 e il Premio Itaca 2008, promosso dall'associazione universitaria Ulixes.
Il 4 maggio 2013 Fierro ricevette il premio Gerbera Gialla per il giornalismo, consegnatogli a Reggio Calabria dall'associazione antimafia Riferimenti.

## Opere
- La santa: viaggio nella 'ndrangheta sconosciuta, con Ruben H. Oliva, Rizzoli, 2007, ISBN 88-17-01784-1
- «Ammazzàti l'onorevole». L'omicidio Fortugno. Una storia di mafia, politica e ragazzi, Baldini Castoldi Dalai, 2007, ISBN 88-6073-100-3, 9788860731005
- Un sud in fiamme. Storie di lotte di persone semplici, Avagliano, 2006, ISBN 88-8309-196-5
- E adesso ammazzateci tutti. L'omicidio Fortugno e la rivolta dei ragazzi di Locri contro la 'Ndrangheta; Nuova Iniziativa Editoriale, 2005
- 'O ministro: la Pomicino story: bilancio all'italiana, con Andrea Cinquegrani e Rita Pennarola, Editrice Publiprint, 1992, ISBN 88-85179-11-8
- Grazie, sisma. 10 anni di potere e terremoto, con Andrea Cinquegrani e Rita Pennarola, La Voce della Campania, 1990
- Malitalia. Storie di mafiosi, eroi e cacciatori, con Laura Aprati, editore Rubbettino, Collana Letteraria, 188, ISBN 978-88-498-2495-7
- La Genovese. Una storia di amore e di rabbia, Compagnia Editoriale Aliberti, 2017, ISBN 9788893231961